# Fråga Lund
Fråga Lund är ett svenskt TV-format där professorer och andra akademiker från Lunds universitet, med varierande expertområden, sitter i en panel inför publik och besvarar vetenskapliga frågor från tittare som skrivit in till programmet. Ibland genomförs fysiska experiment på plats för att bättre förstå saker. Det första programmet sändes 1962 och har sedan visats i flera omgångar fram till 2000 med vissa uppehåll. Mellan 2016 och 2018 sändes programmet med Kristian Luuk som programledare och sedan 2019 med Robin Paulsson som ny programledare.
Konceptet används allmänt när forskarpaneler från Lunds universitet svarar på frågor från allmänheten i olika sammanhang.[förklaring behövs]

## Historia

### 1962–1981
Fråga Lund sändes första gången 25 november 1962. Det var då Malmö-TV främsta bidrag till televisionen efter att Bialitt avslutats. Det första programmet sändes från studion på Baltzarsgatan (i Malmö, inte Lund) och expertpanelen bestod av:
- Jan-Öjvind Swahn, arbetande programledare (docent, sedermera professor i etnologi)
- Gerhard Bendz, docent, sedermera professor i klassiska språk
- Sten von Friesen, professor i fysik
- David H. Ingvar, docent, sedermera professor i neurologi
- Carl H. Lindroth, professor i entomologi
- Jörgen Weibull, docent, sedermera professor i historia

Producent för programmet från slutet av 1960-talet var Bertil Svensson. Senare har programmet verkligen sänts från Lund, exempelvis från Akademiska föreningen och Stadshallen. Våren 1979 sändes en omgång från Helsingfors.
Programmet förknippades i hög grad med Swahn som var programledare i nästan två decennier, undantaget några program som leddes av universitetets rektor Philip Sandblom.
Det sista programmet med Swahn som programledare var en påskspecial som sändes 18 april 1981 med bl.a. Birger Bergh, Carl-Erik Fröberg, Knut Hæger, Sven Tägil och Margareta Welander. Därefter lades programmet ned.

### Fram till 2000
Under 1980-talet och fram till 1996 spelades ett stort antal program in med Bertil Svensson som programledare. De flesta programmen sändes från Grand Hotel i Lund. Programmen sändes direkt eller spelades in som direktsänt, alltså utan redigering eller klipp.
I den fasta panel av lärda som så småningom utkristalliserades medverkade Birger Bergh, Torbjörn Fagerström, Göran Hermerén, Bodil Jönsson, Arne Melander, och Sven Tägil; med gästspel i ett eller flera program av andra, bland andra David Ingvar, Jan-Öjvind Swahn, Lotta Westerhäll, Göran Burenhult, Bengt Olle Bengtsson och Jörgen Weibull. De som ställde frågorna var i regel kända personer, som tittarna kunde vara intresserade av att se och höra, till exempel Kjell-Olof Feldt och Birgitta von Otter, Margareta och Bo Strömstedt, Elisabeth Söderström, Lars-Gunnar Björklund och Roland Stoltz. Även brevfrågor ställdes till panelen. Frågorna skulle inte vara enkla faktafrågor, som kunde besvaras genom att slå upp svaret i ett uppslagsverk utan inbjuda till ett fritt samtal över ämnesgränserna.
Fråga Lund-programmen under denna period var jämförelsevis billiga att producera men hade ändå höga tittarsiffror. De spelades in på vardagar och sändes sedan på helgdagar.
Efter två specialprogram som sändes på skärtorsdagen och pingstafton 1996 lades programmet ned igen.
Ytterligare en satsning på programmet gjordes år 2000 med Gunnel Werner som programledare, nu med sändningstid på lördagseftermiddagar. Femton program sändes på våren från Akademiska föreningens lilla sal, med start 23 januari 2000. Återkommande i panelen under denna säsong var Elisabeth Gerle, Peter Gärdenfors, Germund Hesslow, Alf Hornborg, Nina Reistad och Tapio Salonen. På hösten flyttade programmet till TV-huset i Malmö och blev direktsänt. Programmen direktsändes även på webben och fortsatte efter att TV-sändningen avslutats med en webbexklusiv del. Denna säsong förekom även Karin Prellner, Minna Gillberg, Håkan Arvidsson och Lennart Schön i panelen.

### 2016–
Sedan hösten 2016 visas Fråga Lund på nytt i Sveriges Television. Denna nya omgång spelas in på Sparbanken Skåne Arena i Lund och hade Kristian Luuk som programledare i de tre första säsongerna. Inför säsongen 2019 tog Robin Paulsson över som programledare. Programmet produceras av produktionsbolaget Nexiko för Sveriges Television. I panelen sitter fem akademiker, alla dock inte från Lund:
- Henrik Widegren, medicine doktor.
- Jessica Abbott, evolutionsbiolog.
- Gunnar Wetterberg, historiker och hedersdoktor.
- Gabriella Stenberg Wieser, rymdfysiker vid Institutet för rymdfysik i Kiruna.
- Armita Golkar, doktor i psykologi på Karolinska institutet i Stockholm.
- Ulf Ellervik, professor i kemi.

#### Mottagande
Programmet fick negativ men också positiv kritik av recensenter.
Tre akademiker med ett förflutet på Lunds universitet skrev en text som var kritisk till programmet och skrev att konceptet "Fråga Lund” ursprungligen skapades för att hjälpa universitetet uppfylla sin tredje uppgift, nämligen att sprida sin kunskap till den gemene svensken. I en radiointervju tillade en av författarna att programmet i det nya formatet banaliserade kunskapsbegreppet och underskattade tittarnas förmåga att sätta sig in i komplexa vetenskapliga begrepp med hjälp av forskare och akademiker.
SVT:s programbeställare svarade att programmet hade blivit mycket väl mottaget, även av publiken. Att det glada tilltalet med glimt i ögat och med omväxling gjorde programmet attraktivt och att det nådde en bred publik. Att frågor som låter triviala kan frambringa intrikata svar. Programmets chef avfärdade också kritiken, som han menade ”ofta varit lika förenklad och ytlig som själva programmet beskyllts för att vara”, med att programmet hade haft många tittare.
Programmet utsågs 2 januari 2019 till Årets folkbildare 2018 av föreningen Vetenskap och Folkbildning. Motiveringen löd:
”Programmet tilldelas utmärkelsen för att med hjälp av forskare och andra experter inom olika ämnesområden på ett lättillgängligt sätt besvara tittarfrågor kring forskning och vetenskap. 

’Fråga Lund’ fångar upp många tittare i alla åldrar som kanske inte annars hade intresserat sig för vetenskap och forskning. Genom sitt format med en blandning av fakta och lekfullhet lockar man en annan – och betydligt större – publik än de rent faktabaserade vetenskapsprogram som också finns i public service-utbudet. Allmänheten får tack vare ’Fråga Lund’ möjlighet att ta del av aktuell forskning utan att själva vara på expertnivå.”

## Experter
Följande experter har deltagit i programmet mellan 1962 och 2000.

- Gerhard Bendz
- Bengt Olle Bengtsson
- Birger Bergh
- Göran Burenhult
- Bertram Broberg
- Göran Burenhult
- Ulf Cervin
- Torbjörn Fagerström
- Sten von Friesen
- Carl-Erik Fröberg
- Göran Hermerén
- Knut Hæger
- David H. Ingvar
- Bodil Jönsson
- Carl H. Lindroth
- Arne Melander
- Gustaf Rudebeck
- Göran Rystad
- Bengt Sigurd
- Jan-Öyvind Swahn
- Sven Tägil
- Margareta Welander
- Lotta Westerhäll
- Jörgen Weibull

## Internettjänst
Webbplatsen Fråga Lund fungerar ungefär på samma sätt som TV-programmet tidigare gjorde. En internetanvändare kan via ett formulär ställa en fråga som sedan besvaras av en expert från Lunds universitet. Det finns även ett sökbart arkiv där alla gamla frågor finns tillgängliga.